# Abhörschutz
Als Abhörschutz bezeichnet man technische Vorkehrungen und die Überprüfung (sog. „Sweep“, s. u.) von Gegenständen und Räumen, um das Abhören (Mithören) von Gesprächen und Datenverkehr zu verhindern.
Eine übliche englischsprachige Bezeichnung ist Technical Surveillance Countermeasures (deutsch „Gegenmaßnahmen gegen technische Überwachung“) mit der gängigen Abkürzung TSCM und der Definition:

“Techniques to detect, neutralize, and exploit technical surveillance technologies and hazards that permit the unauthorized access to or removal of information.”

„Techniken zum Erkennen, Neutralisieren und Ausnutzen technischer Überwachungstechnologien und Gefahren, die einen unbefugten Zugriff auf Informationen oder deren Entfernung ermöglichen.“

Prinzipiell wird zwischen passivem und aktivem Abhörschutz unterschieden.

## Passiver Abhörschutz
Der passive Abhörschutz beschäftigt sich mit präventiven Maßnahmen wie z. B. mit:
- der Planung und dem Bau von abhörsicheren Räumlichkeiten, Kommunikationsleitungen und Fahrzeugen
- der Verhinderung, Unterdrückung und Verfälschung von elektromagnetischen Wellen (kompromittierende Abstrahlung z. B. von einem Monitor oder einem Computer) mit z. B. Rauschgeneratoren
- der Herstellung und Konfiguration sicherer Kommunikation unter Mithilfe von z. B. Kryptographie, dem Einsatz von verschlüsselten UDP-/TCP-/IP-Verbindungen (VPN), über die die Informationen (auch Sprache per IP-Telefonie) transportiert werden.

So kommen z. B. in zu schützenden Räumlichkeiten mitunter Spezialtapeten mit eingewebten Metallgittern zum Einsatz, die im Prinzip wie ein Faradayscher Käfig funktionieren und so eine gewisse elektromagnetische Abschirmung erzielen. Mit dieser Maßnahme wird der Betrieb von Abhöreinrichtungen auf Funkbasis extrem erschwert. Allerdings sollte bedacht werden, dass auch büroübliche Drahtloskommunikation durch eine so abgeschirmte Wand (z. B. via WLAN, Bluetooth, Mobiltelefon, Schnurlostelefon etc.) nicht mehr funktioniert. Das Ministerium für Staatssicherheit der DDR (MfS) setzte in den 1980er-Jahren eine portable Konferenzanlage ein, die den Raum verrauschte und bei der die Kommunikation über Headsets erfolgte.
Eine weitere Möglichkeit besteht darin, abhörgeschützte Bereiche gemäß dem Zonenmodell des deutschen Bundesamtes für Sicherheit in der Informationstechnik (BSI) zu konzipieren oder abstrahlarme Geräte einzusetzen, wie es im deutschen IT-Grundschutzkatalog des BSI beschrieben ist.

## Aktiver Abhörschutz („Sweep“)
Unter aktivem Abhörschutz versteht man das gezielte Suchen („Sweep“) von Abhörgeräten (Wanzen – im Volksmund daher auch „Wanzensuche“ genannt) u. a. mittels technischer Ausstattung wie z. B.:
- Breitbandempfänger / Allbandempfänger / Frequenzzähler
- Non-Linear-Junction-Detektoren (zum Auffinden von Halbleitern d. h. elektronischen Bauteilen)
- Spektrumanalysator
- tragbare Röntgengeräte (z. B. zum Durchleuchten von nicht zerlegbaren Objekten wie z. B. Wänden, Telefonhörern, Werbegeschenken u. v. a.)
- Thermoskopie (Wärmebildkamera) zu Erkennung von versteckten Stromverbrauchern durch deren Wärmeabstrahlung
- Protokollanalyzer
- Leitungsmessgeräte
- weitere Messgeräte zur visuellen und technischen Überprüfung

Untersucht werden hierbei zumeist technische Geräte (z. B. Telefon, Kopierer, Computer etc.), Einrichtungsgegenstände (z. B. Schreibtische, Sessel, Zierobjekte wie Skulpturen etc.) und Gebäude- bzw. Fahrzeugstrukturen (Wände, doppelte Fußböden, Zwischendecken etc.)
Trotz aller heute verfügbaren Technik sind Sweeps zu einem großen Teil eine manuelle Tätigkeit – insbesondere kabelgebundene oder aufzeichnende Abhörgeräte können nur durch entsprechende visuelle Inspektion gefunden werden. Folgende Tätigkeiten zählen zum Maßnahmenkatalog eines grundlegenden Sweeps:
- Erstellung einer Spektralanalyse, Vergleich mit einer Referenz-Spektralanalyse, Überprüfung evtl. Abweichungen (neuer Signale)
- Detaillierte, technische und visuelle Überprüfung der räumlichen Infrastruktur wie Wände, Böden, Stromversorgung, Kabelkanäle, Rohrschächte und sonstiger im Raum befindlicher Gegenstände (Computer, Drucker, Möbel etc.)
- Überprüfung der Außenfassade

Ein durchgeführter Sweep stellt immer nur eine Momentaufnahme und somit nur eine Beurteilung der Lage zum Zeitpunkt seiner Durchführung dar. Daher kann es i. A. sinnvoll sein, die Prozedur in regelmäßigen (bzw. auch unregelmäßigen) Zeitabständen oder bei Bedarf (z. B. vor und während wichtiger Besprechungen) zu wiederholen.

## Idealzustand abhörsicher
Als abhörsicher gilt eine Kommunikationsverbindung oder ein Raum, wenn sie/er nicht abgehört werden kann. Dieser Idealzustand ist in der Praxis jedoch nicht erreichbar (theoretische Ausnahme: die durch Quantenkryptographie gesicherte Kommunikation). Die Risiken können jedoch durch entsprechende Maßnahmen im Rahmen des passiven Abhörschutzes stark minimiert werden. Ein quasi abhörsicherer Besprechungsraum müsste u. a. folgende Ansprüche erfüllen:
- Keine Fenster (zum Schutz vor Lasermikrofon)
- Lückenlose Massivbauweise
- Schutz vor Körperschallausbreitung
- Wände, Fußboden und Decke mit passendem Metallgittergeflecht versehen (Faradayscher Käfig)
- Keine doppelten Fußböden oder Zwischendecken
- Tische und Stühle aus (Plexi)Glas ohne versteckte Hohlräume
- Keinerlei sonstige Möbel, Bilder, Stuck, Ziergegenstände etc. (d. h. absolut schmuckloser Raum)
- Raum ist permanent versperrt; jeder Zugang muss protokolliert werden und eindeutig einer Person zugeordnet werden können
- Sweep vor jeder Benutzung des Raumes
- Absolutes Verbot von elektronischen Geräten (Handys, Laptops etc.)